# Faustball
El faustball es un deporte que tiene un origen en la Antigua Roma. Nacido en Italia durante el Imperio Romano bajo el nombre de «Pallome» o «Juego de la Pelota», el faustball completa poco menos de dos milenios de historia. La base del juego practicado por los antiguos habitantes de la capital itálica era golpear con el puño una pelota contra una pared. Luego, cuando los romanos se expanden hacia el norte, es adaptado y desarrollado por los alemanes, tal como se conoce hoy e incluso le cambian el nombre por el de faustball (Faust: puño y Ball: balón).
De esta forma, los alemanes que emigraban desde su país a otras naciones fueron traspasando la tradición de este deporte, enseñando su práctica, y creando clubes. Así, el faustball se traspasó a los más variados rincones del planeta, y en la actualidad es practicado en los cinco continentes. En Europa, se juega en Suiza, República Checa, Dinamarca, Alemania, Austria, Chipre e Italia. En Asia, se practica en Japón e India. En Oceanía, destaca Australia, y en África, Namibia es su más laureado exponente. Por último, en América, se juega al faustball desde Canadá, pasando por Brasil, Chile, Colombia, Estados Unidos, Argentina, Venezuela y Uruguay, entre otros.
El faustball o fistball en inglés o punhobol en portugués es un deporte de características similares al voleibol. Juegan cinco jugadores por equipo, y cada equipo dispone de tres toques por jugada (recepción, armada y pegada). El punto termina cuando la pelota bota fuera de la cancha, o cuando da dos botes en el campo de juego. En cambio, en este deporte se le puede pegar al balón con un solo brazo con la mano en puño; los jugadores solo pueden intervenir una vez por jugada; la pelota puede dar un bote en el suelo entre cada toque; y la pelota no debe tocar la cuerda. La cancha tiene 50 metros de largo y 20 metros de ancho, más grande que la de voleibol, con una cuerda que separa los dos lados a una altura de 2 metros.
Un partido se juega a 3 o 5 sets, de 11 con diferencia de 2 puntos y "muere-muere" a los 15, aunque los sets depende del campeonato. Actualmente son muchos los países que practican este deporte y cada cuatro años se lleva a cabo el torneo mundial de la especialidad.

## Competiciones

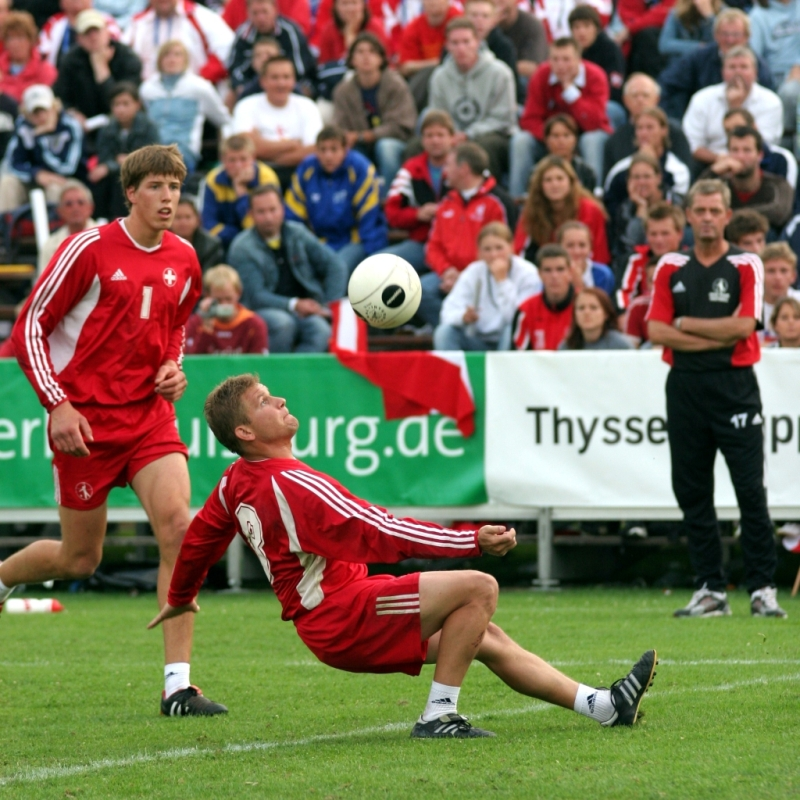
Partido de faustball masculino.

- Campeonato Mundial de Faustball

Panamericano de Faustball
Varones:
| # | Año  | Lugar         | Oro    | Plata     | Bronce         |
| - | ---- | ------------- | ------ | --------- | -------------- |
| 1 | 2015 | Nueva Jersey  | Brasil | Chile     | Estados Unidos |
| 2 | 2018 | Buenos Aires  | Brasil | Argentina | Chile          |
| 3 | 2022 | Novo Hamburgo | Brasil | Chile     | Estados Unidos |
| 4 | 2024 | Buenos Aires  | Brasil | Argentina | Estados Unidos |

Palmarés:
| Lugar | País           | Oro | Plata | Bronce |
| ----- | -------------- | --- | ----- | ------ |
| 1°    | Brasil         | 4   |       |        |
| 2°    | Chile          |     | 2     | 1      |
| 3°    | Argentina      |     | 2     |        |
| 4°    | Estados Unidos |     |       | 3      |

Damas:
| # | Año  | Lugar         | Oro    | Plata     | Bronce         |
| - | ---- | ------------- | ------ | --------- | -------------- |
| 1 | 2015 | Nueva Jersey  | Brasil | Chile     | Estados Unidos |
| 2 | 2018 | Buenos Aires  | Brasil | Chile     | Argentina      |
| 3 | 2022 | Novo Hamburgo | Brasil | Chile     | Argentina      |
| 4 | 2024 | Buenos Aires  | Brasil | Argentina | Chile          |

Palmarés:
| Lugar | País           | Oro | Plata | Bronce |
| ----- | -------------- | --- | ----- | ------ |
| 1°    | Brasil         | 4   |       |        |
| 2°    | Chile          |     | 3     | 1      |
| 3°    | Argentina      |     | 1     | 2      |
| 4°    | Estados Unidos |     |       | 1      |

Sudamericano de Clubes[cita requerida]
Varones:
| #  | Año  | Primero                | Segundo                | Tercero                | Cuarto                 |
| -- | ---- | ---------------------- | ---------------------- | ---------------------- | ---------------------- |
| 1  | 1975 | Novo Hamburgo Brasil   |                        |                        |                        |
| 2  | 1986 | Sogipa Brasil          |                        |                        |                        |
| 3  | 1987 | Sogipa Brasil          |                        |                        |                        |
| 4  | 1988 | Sogipa Brasil          |                        |                        |                        |
| 5  | 1989 | Sogipa Brasil          |                        |                        |                        |
| 6  | 1991 | Rosario Argentina      |                        |                        |                        |
| 7  | 1993 | Sogipa Brasil          |                        |                        |                        |
| 8  | 1994 | Sogipa Brasil          |                        |                        |                        |
| 9  | 1995 | Sogipa Brasil          |                        |                        |                        |
| 10 | 1996 | Sogipa Brasil          |                        |                        |                        |
| 11 | 1997 | Sogipa Brasil          |                        |                        |                        |
| 12 | 1998 | Sogipa Brasil          |                        |                        |                        |
| 13 | 1999 | Sogipa Brasil          |                        |                        |                        |
| 14 | 2000 | Novo Hamburgo Brasil   |                        |                        |                        |
| 15 | 2001 | Novo Hamburgo Brasil   |                        |                        |                        |
| 16 | 2002 | Sogipa Brasil          |                        |                        |                        |
| 17 | 2003 | Sogipa Brasil          |                        |                        |                        |
| 18 | 2004 | Sogipa Brasil          |                        |                        |                        |
| 19 | 2005 | Sogipa Brasil          |                        |                        |                        |
| 20 | 2006 | Sogipa Brasil          |                        |                        |                        |
| 21 | 2007 | Sogipa Brasil          |                        |                        |                        |
| 22 | 2008 | Sogipa Brasil          | Rosario Argentina      | Novo Hamburgo Brasil   | Floripa Brasil         |
| 23 | 2009 | Novo Hamburgo Brasil   | Guarani Brasil         | Sogipa Brasil          | Duque de Caxias Brasil |
| 24 | 2010 | Rosario Argentina      | Novo Hamburgo Brasil   | Duque do Caxias Brasil | Condor Brasil          |
| 25 | 2011 | Novo Hamburgo Brasil   | Duque do Caxias Brasil |                        |                        |
| 26 | 2012 | Novo Hamburgo Brasil   |                        |                        |                        |
| 27 | 2013 | Duque do Caxias Brasil | Rosario Argentina      | Curitibano Brasil      | Sogipa Brasil          |
| 28 | 2014 | Sogipa Brasil          |                        |                        |                        |
| 29 | 2015 | Merces Brasil          | Floripa Brasil         | Sogipa Brasil          | Rosario Argentina      |
| 30 | 2016 | Sogipa Brasil          | Merces Brasil          | Novo Hamburgo Brasil   | Manquehue Chile        |
| 31 | 2017 | Condor Brasil          | Merces Brasil          | Sogipa Brasil          | Rosario Argentina      |
| 32 | 2018 | Duque do Caxias Brasil | Condor Brasil          | Rosario Argentina      | Sogipa Brasil          |
| 33 | 2019 | Duque do Caxias Brasil | Sogipa Brasil          | Novo Hamburgo Brasil   | Rosario Argentina      |
| 34 | 2022 | Novo Hamburgo Brasil   | Sol de Funes Argentina | Merces Brasil          | Duque do Caxias Brasil |
| 35 | 2023 | Sogipa Brasil          | Rosario Argentina      | Condor Brasil          | Punta Chica Argentina  |
| 36 | 2024 | Novo Hamburgo Brasil   | Condor Brasil          | Rosario Argentina      | Sogipa Brasil          |

Palmarés:
| Lugar | Equipo                 | Primero | Segundo | Tercero | Cuarto |
| ----- | ---------------------- | ------- | ------- | ------- | ------ |
| 1°    | Sogipa Brasil          | 21      | 1       | 2       | 3      |
| 2°    | Novo Hamburgo Brasil   | 8       | 1       | 3       |        |
| 3°    | Duque do Caxias Brasil | 3       | 1       | 1       | 2      |
| 4°    | Rosario Argentina      | 2       | 3       | 2       | 3      |
| 5°    | Condor Brasil          | 1       | 3       | 1       |        |
| 6°    | Merces Brasil          | 1       | 2       | 1       |        |
| 7°    | Floripa Brasil         |         | 1       |         | 1      |
| 8.º   | Guarani Brasil         |         | 1       |         |        |
| 8.º   | Sol de Funes Argentina |         | 1       |         |        |
| 9.º   | Curitibano Brasil      |         |         | 1       |        |
| 10.º  | Manquehue Chile        |         |         |         | 1      |
| 10.º  | Punta Chica Argentina  |         |         |         | 1      |

Damas:
| #  | Año  | Primero                | Segundo                | Tercero              | Cuarto                    |
| -- | ---- | ---------------------- | ---------------------- | -------------------- | ------------------------- |
| 1  | 1996 | Sogipa Brasil          |                        |                      |                           |
| 2  | 1997 | Sogipa Brasil          |                        |                      |                           |
| 3  | 1998 | Sogipa Brasil          |                        |                      |                           |
| 4  | 1999 | Sogipa Brasil          | Punta Chica Argentina  |                      |                           |
| 5  | 2000 | Sogipa Brasil          |                        |                      |                           |
| 6  | 2001 | Sogipa Brasil          |                        |                      |                           |
| 7  | 2002 | Sogipa Brasil          |                        |                      |                           |
| 8  | 2003 | Sogipa Brasil          |                        |                      |                           |
| 9  | 2004 | Sogipa Brasil          | Rio Branco Brasil      |                      |                           |
| 10 | 2005 | Duque do Caxias Brasil | Manquehue Chile        |                      |                           |
| 11 | 2006 | Duque do Caxias Brasil |                        |                      |                           |
| 12 | 2007 | Sogipa Brasil          |                        |                      |                           |
| 13 | 2008 | Duque do Caxias Brasil | Sogipa Brasil          | Novo Hamburgo Brasil | Rosario Argentina         |
| 14 | 2009 | Duque do Caxias Brasil | Sogipa Brasil          | Novo Hamburgo Brasil | Guarani Brasil            |
| 15 | 2010 | Duque do Caxias Brasil | Rosario Argentina      | Sogipa Brasil        | Villa Ballester Argentina |
| 16 | 2011 | Rosario Argentina      | Novo Hamburgo Brasil   | Manquehue Chile      | Llanquihue Chile          |
| 17 | 2012 | Duque do Caxias Brasil |                        |                      |                           |
| 18 | 2013 | Duque do Caxias Brasil | Sogipa Brasil          | Rosario Argentina    | Manquehue Chile           |
| 19 | 2014 | Duque do Caxias Brasil |                        |                      |                           |
| 20 | 2015 | Duque do Caxias Brasil | Novo Hamburgo Brasil   | Sogipa Brasil        | Llanquihue Chile          |
| 21 | 2016 | Duque do Caxias Brasil | Sogipa Brasil          | Manquehue Chile      | Novo Hamburgo Brasil      |
| 22 | 2017 | Duque do Caxias Brasil | Sogipa Brasil          | Novo Hamburgo Brasil | Manquehue Chile           |
| 23 | 2018 | Duque do Caxias Brasil | Sogipa Brasil          | Manquehue Chile      | Novo Hamburgo Brasil      |
| 24 | 2019 | Duque do Caxias Brasil | Sogipa Brasil          | Novo Hamburgo Brasil | Rosario Argentina         |
| 25 | 2022 | Sogipa Brasil          | Duque do Caxias Brasil | Manquehue Chile      | Novo Hamburgo Brasil      |
| 26 | 2023 | Sogipa Brasil          | Duque do Caxias Brasil | Rosario Argentina    | Llanquihue Chile          |
| 27 | 2024 | Morgenau Brasil        | Sogipa Brasil          | Rosario Argentina    | Duque do Caxias Brasil    |

Palmarés:
| Lugar | Equipo                    | Primero | Segundo | Tercero | Cuarto |
| ----- | ------------------------- | ------- | ------- | ------- | ------ |
| 1°    | Duque do Caxias Brasil    | 13      | 2       |         | 1      |
| 2°    | Sogipa Brasil             | 12      | 8       | 1       |        |
| 3°    | Rosario Argentina         | 1       | 1       | 3       | 2      |
| 4.º   | Morgenau Brasil           | 1       |         |         |        |
| 5.º   | Novo Hamburgo Brasil      |         | 2       | 4       | 3      |
| 6.º   | Manquehue Chile           |         | 1       | 4       | 2      |
| 7.º   | Rio Branco Brasil         |         | 1       |         |        |
| 8.º   | Punta Chica Argentina     |         | 1       |         |        |
| 9.º   | Llanquihue Chile          |         |         |         | 3      |
| 10.º  | Villa Ballester Argentina |         |         |         | 1      |
| 11.º  | Guarani Brasil            |         |         |         | 1      |

## Por países

### Chile
En Chile, el faustball está organizado por la Federación Chilena de Faustball.

#### Clubes
- Club Barua (Los Ángeles).
- Club Manquehue (Vitacura).
- Gimnástico Alemán (Llanquihue).
- Club Faustball Blitz (Santiago)
- Club Gimnástico Alemán de Temuco (Temuco)